# Thomas Hope, I baronetto di Craighall
Lord Thoams Hope, I baronetto di Craighall (1573 – 1646), è stato un avvocato scozzese.

## Biografia

### Origini
Thomas Hope era il figlio secondogenito di Henry Hope e di Jaqueline de Tot.

### Carriera
Intraprese la carriera di avvocato nel 1605. Scrisse l'atto di revoca di Giacomo I d'Inghilterra sulle sovvenzioni sulle proprietà della chiesa nel 1625. Fu Lord Advocate nel 1626 e ricoprì tale carica fino al 1641.
Fu creato baronetto della Nuova Scozia nel 1628.
Diresse una causa contro John Elphinstone, II Lord Balmerino nel 1634. Come Lord High Commissioner all'Assemblea Generale della Chiesa di Scozia nel 1643 mantenne la politica di temporeggiamento del re.
Nel 1645 fu nominato uno dei commissari per la gestione del Tesoro, ma morì l'anno successivo.

### Discendenza
Sposò Elizabeth Binning, figlia di John Binning di Wallyford.
Ebbero quattro figli:
- John Hope, II Baronetto di Craighall (?-1654);
- James Hope (?-1661), sposò Anne Foulis, ebbero due figli;
- Anne Hope (1625-1653), sposò David Erskine, II Lord di Cardross, ebbero un figlio;
- Mary Hope (1629-?), sposò Sir Charles Erskine di Alva, ebbero due figli.